# Саварка
Са́варка — село в Україні, в Обухівському районі Київської області.  Населення становить 957 осіб. Село входить до Богуславської міської громади.
У селі народився і провів свої юнацькі роки всесвітньо відомий конструктор реактивних двигунів Архип Люлька.
У селі народився Віктор Іванович Кукса — робітник, учасник національно-визвольного руху, який разом із Георгієм Москаленком вночі 1 травня 1966 встановив на даху головного корпусу Київського інституту народного господарства державний прапор УНР.
Тут проживав математик Михайло Пилипович Кравчук (1920—1923). М.Кравчук — перший директор саварської школи. У селі 2 музеї.

## Географія та топографія
На правому березі річки Рось на 7 км протягнулося село Саварка. Розташоване за 22 км від районного центру Богуслав і за 8 км від залізничної станції Ольшаниця Рокитнянського району. Сільраді підпорядковане село Лютарі. Саварка знаходиться на межі чотирьох районів — Богуславського, Рокитнянського, Миронівського та Таращанського.

## Назва
Щодо назви села існує декілька версій:
1. тому що тут жили племена савари, або савіри. Як свідчать історичні джерела, савіри входили до союзу антських племен — предків слов'ян. Савіри брали участь в знаменитій Каталунській битві на боці війська Аттіли і відзначились особливою стійкістю і хоробрістю. А в стародавній Паннонії (Австрія) до 18 ст. існувало місто Саварія; отже савари існували насправді, тому що є в Україні чимало співзвучних топонімічних назв — річка Савранка, Савур-могила, село Савенці тощо.
2. тому що в навколишніх лісах знаходилось жертовне капище верховного бога слов'ян — Сварога, він же Перун — бог грому, він же Свентовид — бог світла. Цієї версії притримується знаменитий етнограф Галина Лозко.
3. Савами називали воїнів — дозорців, що вартували на валах. Знамениті Змієві вали збереглися в околицях Саварки і Лютарів. А в Саварці поблизу садиби Люльки Галини Петрівни є залишки двох городищ. Це були оборонні укріплення, обнесені валами та глибокими ровами з водою. Знахідки на Городищі свідчать про часи Київської Русі: це уламки скляних браслетів, залізні ножі, бронзова обручка, керамічне яйце, важки-грузила для сітей, прясла тощо. Вони зберігаються в нашому музеї та в краєзнавчому музеї м. Біла Церква. Чимало з них передав туди на початку XX ст. місцевий священик, археолог — любитель Петро Максимович Дзбановський. На його запрошення Городища досліджував Карл Болсуновський, про результати своєї роботи в 1913 році він опублікував брошуру «Саварка, савари, Городища, древності і народ», рукописний варіант якої теж зберігається в музеї історії села Саварки.
4. село заснував козак Савка з дружиною Варкою, вони поселились тут вже в козацькі часи — це народна обробка церковного календаря, коли в грудні один за одним святкують день св. Варвари та св. Сави.

## Історія

### Археологічні дані
В центрі села Саварки досліджено кургани скіфських часів(VII—VI ст.. до н. е.) — Велика Могила (поблизу школи) та Гайворон (в центрі Селища). А біля Лютарів збереглися кургани доби бронзи (ІІ тис. до н. е.). Отже, ця місцевість була заселена давно. На полі, на відстані 4 км від центру села знаходиться курган Маяк (180 м над рівнем моря)..
Саварка бере свій початок за часів Київської Русі. Поблизу Саварки і Лютарів, що належить до Саварської сільської ради, виявлено 2 городища черняхівської культури. За переказами тут було колись місто Савара.
Роком заснування Саварки вважають 1750, в цей час була побудована перша Покровська церква. Вона була схожа на перевернутого човна, дерев'яна, зроблена без жодного цвяха, з дерева, привезенного з Чигиринського лісу. Дзвіницю добудували вже в 19 столітті.
На території села досліджено ще на початку XX ст. два кургани «Велика могила» і «Гайворонова могила». Ці кургани відносяться до VI—VII століть до нашої ери. «Велика могила» — військове захоронення. Люди в ньому лежали із зброєю, головами на схід, а в ногах горщики із їжею. Коли в могилу поруч з мерцем клали горщики з їжею чи зброю, то це свідчить про існування в ті часи вірувань, ніби після смерті людина має потребу в усьому, чим користувалася за життя..
Збереглися стародавні назви урочищ. Одне з них «Вирвихвіст», знаходиться на початку села Саварка. Люди їхали волами чи кіньми, ті застрягали, а люди їх витягали за хвости. Тому і річка називається Вирвихвіст, вона впадає в річку Рось, довжина її 2 км.
Урочище «Винниця» розташоване над річкою Рось напроти школи. За спогадами старожилів знаємо, що десь тут у XIX ст. була винокурня.
В Х–ХІ століттях було зведено цілу систему земляних укріплень, так званих Змієвих валів. У фортецях і баштах на валах розміщувалися сторожові застави руських воїнів. Ці укріплення становили заслін від нападів кочівників. Збереглися залишки Змієвого валу і біля нашого села. Він починається в лісі проти школи і йде в сторону Богуслава Мисайлівськими і Лютарськими полями, а з лівої сторони в сторону села Вільшаниця. За Саваркою, в кінці Луків, поряд з орнітологічним заказником «Саварка» (де гніздяться сірі чаплі) знаходяться залишки високого валу, яким було оточене стародавнє городище. Воно мало вигідне географічне положення. З півдня і південного заходу річка Рось, із заходу річка Гороховатка, яка омиває вал і в цьому місці впадає в річку Рось. А зі сходу був викопаний глибокий рів, заповнений водою [Д. ].
В 1986 р., коли будували нове селище для переселенців з Чорнобильської зони, то натрапили на залишки цегельні. Є думка, що цегла вироблялася для укріплення городища № 1 (біля обійстя Люльки Г. П.).

### Письмові свідоцтва
Перші письмові відомості про село Саварку маємо в 1750 році, з часу заснування Покровської церкви (реконструйована була в 1905 році, зруйнована в 1983 році за вказівкою з району).
Земля наша зазнавала набігів ординців. Свідченням цього є те, що в 1240 році м. Богуслав було зруйновано монголо-татарами. Та і назва навколишніх сіл є свідчить про це. Село Карапиші Миронівського району (після того, як село було спалено, всі люди викрикували: «Кара паші»), село Кирдани Таращанського району, Січ (через Рось) — був кривавий бій.
У 1665 Богуслав атакували кримські татари, пограбувавши його. 1678 Гетьман Юрій Хмельницький разом із військом Кримського ханату і Туреччини знову зайняли місто, але українська адміністрація не змогла вберегти жителів міста від депортацій до Криму (ясир). Про те, що турки і татари нападали в XVII ст. на Богуславщину свідчить «Дума про Марусю Богуславку».
До 1793 село Саварка залищалося у складі Речі Посполитої. Греко-католицьке духовенство чинило релігійні утиски проти православних. Це було приводом для Російської імперії анексувати Правобережну Україну.
1797 князь Понятовський продав Богуславський ключ графу Яну Браницькому за 4 млн золотих. Ліс навколо Саварки теж належав Браницькому. Цей ліс пізніше буде продано на іменинах московському престолонаступнику Олексію.
В цей час в селі Саварка було 56 дворів, 389 жителів. Основне їх заняття — землеробство. Саварчани ходили на ярмарки в Богуслав. Тут продавалися товари привезені з Києва, Жмеринки, Бердичева, Фастова, а також ті, що вироблялися в Богуславі, горщики з Дибинець, знамениті білі богуславські кожушки…

### ХХ століття
1914 рік, почалася перша світова війна. Житель села Чалий Василь Павлович воював у Франції та Алжирі, був нагороджений. Матеріали про солдата двох світових зберігаються в музеї, а також його портрет, художника Міщенка Григорія Григоровича.
В цей час у Саварці відкрилась земська чотирикласна школа. Громада не шкодувала коштів для школи.
1917 року село увійшло до складу УНР. Влада прагнула провести земельну реформу, бо більшість орної землі у сеоі належала кільком особам: Галицькому — 640 десятин землі, Штемповській — 350, Мельнику — 140. Церква володіла 67 десятинами землі. 500 десятин належало селянським дворам. З них 5 господарств володіли 73 дес. Більшість дворів була безземельною (не мали польової землі), а городи були мізерні. Обробіток землі був примітивним, урожаї — низькі. На селі було три кінні або парові машини, декілька віялок.
Засобом для проживання безземельних селян були відхожі промисли. Кожної ранньої весни великими гуртами відправлялися селяни на заробітки на Херсонщину, в Крим, а дівчата в Одесу на поливні огороди. Там ставали в «строк» на весь літній період.
Був у селі і млин, який належав концесіонерам Лагутіну і Ліщинському. Він щодоби переробляв 2000 пудів зерна. Біля млина збереглися залишки греблі, яку використовували в XIX ст., як міст. Нею їздили возами. Гамір біля млина стояв, як на ярмарку, бо приїздили молоти з чотирьох сусідніх сіл. Праця в млині була важкою. Носили кулі — п'ятипудові мішки, а заробітна плата — копійки. Тому і серед робітників не раз вибухали стихійні страйки. Найбільшого руху революційні події досягли в 1905 р. Революційну діяльність у Саварці проводив Довгалевський Валерій Савелійович (про життя і діяльність якого опубліковано в журналі «Международная жизнь» № 11 за 1975 рік). Серед трудящих розповсюджували листівки. Страйк серед наймитів пані Штемповської готував Кукса Андрій Григорович. Страйк не набрав масового характеру, бо напередодні була викликана поліція з Рокитного. Більш вдало пройшов страйк у млині. Робітники млина збирались на таємні збори на острові річки Рось та в клуні Левченка Лізора. Було організовано мітинг, зупинено млин. Робітники домоглись підвищення заробітної плати.
Культурним центром села була школа, яка містилася в сільській управі, тут була разом і «холодна», де відбувалося покарання різками. Школою завідував піп. А відкрита школа була в 1889 році. Навчання проводив один учитель. В одній кімнаті містилося три класи. В 1914 році вже під час імперіалістичної війни було збудовано приміщення однокласної земської трьохкомплектної школи. Лише в 1918 році земську і церковно-парафіяльну школи було з'єднано.

### Комуністичне лихо
Місцеві краєзнавці так змальовують обставини комуністичної навали, яка остаточно поглинула село 1920 року:
| Йшла "громадянська" війна. Ой як не легко було селянам. Недоїмка… Недоїмка… - глухо стугоніло в скронях кожного. Скільки можна. Вигрібали все червоні, а тепер денікінці. Пам’ятають старожили Стариченка Агея, який кинувся на денікінця з вилами. Побитий був і кинутий у «холодну», де і помер. Млина було усуспільнено |
Кожен селянин мріяв про землю, вона для нього була над усе. Але не одноосібників хотіла бачити радянська влада, а колективні господарства. Тих, хто не хотів йти в них, примушували силою, розкуркулювали, репресовували. Спочатку в Саварці створили комнезам, в 1927 р. — ТСОЗ з 320 селянських господарств. В 1930 році заснований колгосп ім. Першої Пятирічки (в 1950 році він перейменований на колгосп ім. 1-го травня). У 1930-роки зазнали терору чимало саварчан, серед них і рідні брати Архипа Люльки по матері — Бебешко Антон Йосипович та Бебешко Григорій Йосипович.
Типова доля Бакала Миколи Миновича: чесно трудився на землі і не хотів працювати в «супрязі», за що і був висланий. На засланні теж творив хліборобський подвиг настільки успішно, що його і там уже вдруге розкуркулили. Старожили згадували його як невтомного трудівника.
Створивши колгоспи, держава встановила над ними всеохопний контроль. Першою їх заповіддю були поставки державі, а після цього терор голодом.

### Комуністичний Геноцид-Голодомор
Одним з найжорстокіших злочинів сталінізму проти українського народу був організований голодомор 1932—1933 рр.. 1000 жителів села дали свідчення про злочини комуністів. В спогадах відзначається, що урожай в селі був зібраний непоганий. Але весь час ходили команди селами і забирали все. Як згадує в своїх мемуарах Дяченко Микола Вікторович, весь 7 клас було переведено на казармове положення, і діти на чолі з піонервожатим теж брали участь в обшуках, за це ввечері отримували миску галушок. Подвірні обшуки супроводжувалися конфіскацією не лише зерна, а й картоплі, буряків, солінь, сала, м'яса та інших продовольчих запасів на зиму. Люди ховали де тільки можна (закопували, замуровували в печах). В колгоспних коморах теж забирали все до пилинки. Їли люди котів, собак, трупи коней, листя й кору дерев, бур'ян. Був випадок канібалізму. Люди мерли на ходу, в хатах лежали пухлі від голоду. Багато людей пливло річкою. Може їх хто туди кидав, може й самі туди стрибали від голоду. На селі організували групи могилокопачів, які їздили на конях і збирали мертвих, потім хоронили в одній ямі. Деякі пробували діставатись до міста. Але не всім вдавалося. На місці спільного захоронення встановлено пам'ятний хрест.
До українців застосовували закон від 7 серпня 1932 року про «п'ять колосків». В Саварці не виселено було нікого, але з людьми поводилися дуже жорстоко. Наприклад, об'їзником полів був Люлька Павло Гнатович, який шукав ті колоски навіть в косах жінок, а потім забирав і бив нагайкою.

### Сталінський терор
Трагедія селянства кінця 20-першої половини 30-х років, горіння на інтелігенцію, сфабриковані органами ДПУ політичні процеси стали прелюдією до нової хвилі репресій сталінського режиму проти свого народу.
Терор почався в селі одразу з приходом комуністів. За необережне сказане слово, за недовіру газетним публікаціям, популяризацію української мови. В селі було репресовано 31 жителя села. Наприклад, Чалий Дмитро Євдокимович, працював вчителем української мови і літератури, написав буквар українською мовою і з учнями заспівав «Ще не вмерла Україна». Був репресований, як націоналіст. Вирок — 10 років висилки в Красноярський край. Чудом залишився живий, повернувся. Був реабілітований.
1935 році був репресований Бакал Матвій. Сталося це так: на зиму різали дрова. Стомилися. Сіли відпочили. Прочитали в газеті статтю про те, ініціаторами стахановської роботи в сільському господарстві стали колгоспниці — п'ятисотенниці на чолі з М. Демченко. Друга ланка отримала 523 ц. цукрових буряків з 1 га при нормі 131 ц. Переговорили, що мабуть це все таке не реально. Через три дні, в ночі, приїхали і забрали.

### Війна
26 липня 1941 року німці захопили Богуслав. Того ж дня 26 липня об 11 годині німці викинули із села Саварки радянські загони. Розстріляли трьох червоноармійців, що виходили з оточення. Комсомольців, які брали участь в організації Геноциду-Голодомору, німецька адміністрація стратила. Це Бакал Петро Захарович, Бакал Аврам Сакович, Григоренко Всеволод Гнатович, Григоренко Михайло, Гнатович, Григоренко Яків Степанович, Люлька В'ячеслав Наумович, Люлька Микола Григорович, Швець Максим Свиридович, Язловська Ганна Крисанівна.
Багато юнаків і дівчат примусово вислані на роботи до Німеччини. Кравченко Ольга Наумівна повернулась з підірваним здоров'ям і в 1951 році померла, залишивши 2-річного хлопчика. Сім'я Крилових теж була вивезені на каторжні роботи.
Дозволялось змолотити для себе 10 кг ячменю у місяць. Кожен двір мусив здати 240 шт. яєць, 580 л молока в місяць. За невиконання плану погрожували розстрілом, але нікого так і не зачепили — на відміну від російської влади, яка масово вбивала селян.
6 січня 1944 року стало відомо, що німці відступають. 31 січня війська Тимошенко оволоділи селами Саварка, Чайки, Лютарі. В Саварку зайшли воїни на чолі з Героєм Радянського Союзу Долженком Тимофієм Івановичем. Відзначились командир 404 окремого стрілецького артилерійського батальйону Арсенідзе Іраклій Теофілович, Іван Олексійович Щепкін, начальник артилерії, Світко Петро Сергійович, командир роти, Карначов Михайло Тітович, Худяков Іван Федорович, Довбиш Юхим Пилипович, Жигайло Борис Овсійович, який приїздить в Саварку на свята і виступає зі спогадами. Загинули лейтенант Біляков Микола Костянтинович, лейтенант Федосєєв Василь Петрович, під Лютарями — Двойченков Павло Іванович. Усіх поховали в одній могилі, на окрему не спровадились, —  за часів Брежнєва встановлено пам'ятник.
У німецько–радянській війні брало участь 298 односельчан та 78 лютарців — на боці СССР. 160 жителів села нагороджені орденами та медалями, 138 саварчан та 38 лютарців загинули на фронтах. В центрі села їм споруджено меморіал.

### Повоєнний терор
Комуністична влада знову вдалася до голоду аби упокорити селян. Це сталося 1946—1947. В колгоспі було зібрано менший урожай. Під виглядом заготівель держава забирала все. В дитячих садках, школах, в колгоспі працюючим варили на обід юшку. Люди тікали з західну Україну, під захист УПА, яка допомагала їм хлібом. Також їздили в Росію, де міняли одяг та інші речі на продукти харчування.
Гіркий досвід комуністичного терору підказував селянам: колгоспи — це рабство. Почалася втеча селян, особливо молоді, у міста, на промисловість, на транспорт.
В 1946 році у Богуславському районі селяни на трудодень отримували копійки. Сільськогосподарський податок нещадно давив селянство. Сильно високий податок був на городні культури, сади. Були випадки, коли брався податок на дерева, які навіть не родили. Якщо зарізав порося чи теля, то шкуру потрібно було здати в колгосп. Тому селяни змушені були похапцем, вночі, щоб ніхто не знав, смалити поросят навіть під комином у печах.
На відміну від населення міст селяни, не отримували ні пенсій, ні виплат з соціального страхування.
Жителі села не були паспортизовані. Це дало змогу сталінській владі організувати новий виток депортацій українців. 21 лютого 1948 року Президія Верховної Ради СРСР прийняла таємний Указ «Про виселення з Українського РСР осіб, які злісно ухиляються від трудової діяльності в сільському господарстві і ведуть антигромадський, паразитичний спосіб життя». Загальні збори обговорювали тих, хто не виконував мінімуму трудоднів і вирішували, що робити з цією людиною. Це було нечуване свавілля щодо селянства. Під розгляд цього закону попав і житель нашого села Бебешко Вакула. Він був виселений.
Жителі села Стариченко Антон і Криворучко Дмитро були відправлені на каторжні роботи на шахти Донбасу.
У 1947 році проведено грошову реформу. Грошей було мало. Але в кого і були, то на селі обмін грошей, що зберігалися у населення, здійснювався 1:10.
На початку 50-х років в Україні розгорнулася компанія з укріплення колгоспів. У 1950 році були об'єднані в один два колгоспи (Синиця, Лютарі і Саварка). Однак якихось чітких критеріїв укріплення не визначалося, а колгоспників навіть не питали згоди. Позитивних наслідків це не дало. В 1952 році Синиця відокремилась в окреме господарство.
В середині 50-х років підвищилися закупівельні ціни на сільськогосподарську продукцію і ліквідувалися деякі податки на селянські господарства.
В 1953 році ввели щомісячну оплату праці колгоспників. Продукція сільського господарства була дешевою, а промислові вироби коштували дуже дорого.
Влітку 1953 року в село почали повертатися реабілітовані. В 1954 році почалося освоєння цілинних і перелогових земель Казахстану, Сибіру, Уралу й частини Північного Кавказу. Цілинна програма дозволила розширити зернове виробництво, але надовго законсервувала екстенсивний характер сільського господарства. Серед її учасників були і наші односельці Ронський Іван Іванович і його брат. Пам'ятають старожили і збільшення посівів кукурудзи.
Було також прийнято рішення про реорганізацію МТС, яка до того часу обслуговувала колгоспи, причому колгоспи повинні були викупити техніку.
Змінювалося керівництво, а становище в сільському господарстві залишалося тяжким. Сільське господарство, перебуваючи в жорстоких рамках директивного управління, не в змозі було забезпечити населення продуктами. Держава змушена була розпочати закупівлю хліба за кордоном. Не давали відповідного ефекту й безліч усіляких заходів, рішень, резолюцій щодо розвитку сільського господарства. Зменшилися посівні площі. Розширились плани обов'язкового продажу державі сільськогосподарської продукції. Постійно зростали ціни на техніку. Дедалі різкішими ставали відмінності соціально-побутових умов. Колгоспно-радгоспна система яскраво продемонструвала свою неефективність.
З 60-х років розпочався процес згортання перетворень доби «відлиги». Прокотилася нова хвиля репресій. В Києві репресували односельчанина Віктора Івановича Куксу ()
1979 році було дано наказ про вторгнення радянської армії у суверенний Афганістан. Наші земляки також брали участь у цих воєнних діях. Серед них: Бебешко Павло, Пивовар Сергій, Волошин Олександр, Ведмеденко Іван, Хоменко Володимир, Люлька Валерій, Яленко Віктор, Коршиков Віталій.
В 1983 році за вказівкою з району в селі було спалено церкву. Люди згадують як вона горіла. Пожежу було видно всьому селу. (Адже церква завжди будувалася на підвищеному місці). А потім те, що не згоріло, рвали тракторами, бо не можна було нічого зробити, хоч гвіздків ніяких не було.

## Культура та освіта

### Церковно-парафіяльна школа
Шкільне навчання в Саварці бере свій початок ще в останні десятиріччя кріпаччини. Ймовірно, що й раніше, у 18 столітті, хоч і не постійно могли бути групи учнів в яких навчали мандрівні дяки, а пізніше і постійні, при церкві. В перші роки після скасування кріпаччини вчителями були вже професіонали, яких утримувала сільська громада. Про цей факт свідчить запис, датований 1869 роком від 22 жовтня. Вчитель отримував 2 рублі сріблом і 10 копійок з громадських грошей.
Першим учителем був дяк Крижановський Афанасій. Учні здавали іспити в селі Синява. Випускники були на той час дуже освічені люди, вони ставали писарями, старостами, «сборщиками податей», різними уповноваженими на численних у ті роки судових позовах, телеграфістами тощо, рідко хто з них обирав нелегку хліборобську долю. Тому навіть бідняки віддавали своїх дітей на навчання. Один з них — Бебешко Архип достукався до посади правителя канцелярії Єреванського губернатора. Деякі випускники стали типовими сільськими п'явками, як от Сафон Шкарбан, Пилип Шкарбан. Вони за хабарі роздавали направо і наліво наділи з громадського земельного фонду (так званої ваканційової землі). Випускники Саварської церковно- приходської школи:
1887 рік Куценко Гаврило Онисимович, став сільським писарем як і Люлька Степан Арійонович, а Хоменко Степан Якохванович вивчився на фельдшера.
1888 рік. Стариченко Герман Карпович, став писарем. Сухомлин Оксен Михайлович — сільський умілець. Як згадує він у своїх мемуарах: Жив з сокири. У Саварці чи не кожна хата була побудована ним.
В його записах є свідчення, що в церковно-приходській школі була всього одна кімната і стояли довгі столи і лави, які зробив столяр Гриньов. В кутку були шафи для книг, багато було церковно-слов"янських, а також чимало ікон. Вчилися переважно хлопці, іноді вже й чималі. Тих, хто навчався погано чекали численні покарання: 1. Удари по долонях, а то й по спині лінійкою; 2. Ставили коліньми на гречку або на сіль з книжкою в піднятих руках або без неї; 3. Залишали без обіду; 4. З плакатом « Я — ОСЕЛ», або « Я — ЛОДАРЬ» учень ішов додому і другого дня до школи. Одним з постійних носіїв таких плакатів був Левченко Ярохтей Захарович. Користувалися учні такими підручниками:
- Слав'янський буквар, який починався абеткою: аз, буки, веді, глаголь, добро… А вже в 1887 році піп Савин завів гражданський буквар Лубенця
- Псалтир
- Священна історія
- Задачники Євтушевського і Гольденберга: Писали на грифельних дошках і на папері стальними перами. Купували за 10 копійок паперу № 7 і писали цілий рік.

1889 року під час старостування Шкарбана Йосипа Вавиловича було збудоване громадським коштом постійне шкільне приміщення. Найкращі матеріали пішли, звичайно, на дім попа. Чалий Д. Є. реставрував у пам"яті план цієї школи ().
Після Крижановського вчителював у Саварці дяк Мурачевський Авросій, гіркий п'яниця, вмер у Саварці.
Після нього був учителем Григорій Савич (прізвище призабуте), про якого старожили зберегли спогади, як про оригінала і дуже добру людину. Він квартирував у крамаря єврея Лейзура. За кілька років добре вивчив єврейську мову. Вранці і ввечері обливався холодною водою, а з весни й до пізньої осені щодня ранками бродив босий росяною травою понад Россю. Так він зміцнював своє здоров'я і нервову систему. Хоч і мусив викладати російською, проте охоче спілкувався з селянами і розмовляв з ними тільки українською про їх життя і тогочасну неправду. Один епізод з вчительського життя Григорія Савича, описаний Д. Є. Чалим. [Д ].

### Земська чотирикласна школа
В 1913 році завдяки настирливості колишнього політичного засланця Стариченка Агея Карповича і допомозі Завідувача шкільним відділом Васильківського повітового земства Зубченка (теж політичного засланця) в Саварці почали будувати приміщення для земської початкової школи з окремим будинком на чотири квартири для вчителів. Підрядчиком був і добре нагрів руки на будівельних матеріалах Лагутін Данило Сидорович — скарбник великого вальцьового млина в Саварці. Обшарпаною жебрачкою виглядала стара школа поруч з великим і чепурним будинком земської школи, будівництво якої закінчували прискореними темпами вже під час вибухів першох світової у 1914 році. [Д — ]
5 жовтня 1915 року почала свою роботу земська однокласна трьохкомплектна школа. Подаємо розповіді про її перших вчителів та мешканців учительського будинку [ Д- ], де тепер наш краєзнавчий музей.
Говорячи про історію школи не можна не згадати про те, що протягом 1920—1923 рр. учителем української мови і літератури працював поет Дмитро Якович Загул. Поет–філософ, поет–лірик, критик і теоретик літератури, талановитий перекладач, великий друг Михайла Кравчука.
В 1934 р. в Саварську 7 річну школу ходили діти з 7 сіл, бо вчителювали тут видатні люди. Добиралися пішки з Лютарів, Чайок, Ольшаниці, Рокитнянського р-ну. Навчалися з Синиці, Січі, Бовкуна, Степка (тепер Таращанський р-н).
В 1935 р. урочисто відзначили 15-річчя Саварської н/с школи. В музеї зберігається фото ‘’Кузня кадрів’’. Так називали нашу школу, бо вона випускала високоосвічених молодих людей.
Після того, як Кравчук М. П. повернувся до Києва читати математику в Університеті, школою завідували Великохатько Федір Данилович (1923-25) — надалі професор Ніжинського (1929—1930), а потім і Херсонського (1930—1936 і далі?) педінститутів, Хмура Олекса Йосипович (1925-27), потім Прокіп Дяченко (даних немає). В 1941 р. — Покотило Федір Йосипович.
Під час війни з нацистами в школі знаходилась німецька конюшня, і Чалий Дмитро Євдокимович був змушений просити, щоб вивели коней. За це йому згадали вже свої, коли в 50-х роках він був репресований за те, що написав «Буквар» українською мовою і заспівав з дітьми «Ще не вмерла Україна», Вирок -10 років заслання в Краснодарський край. Чудом залишився живий, повернувся, відбувши строк та ще два роки на поселенні. Був реабілітований, але українську мову вже викладати не дозволили. Читав музику, грав дітям на скрипці.
Директори шкіл під час другої комуністичної навали
- 1946—1947 Покотило Федір Йосипович
- 1947—1950 Дергаченко Василь Назарович
- 1950—1951 Костишин Микола Іванович
- 1951—1956 Петренко Гордій Романович
- 1956—1959 Дмитренко Віталій Павлович
- 1959—1965 Ступка Микола Григорович
- 1965—1974 Матвієнко Анастасій Іларіонович
- 1974—1990 Ткач Петро Степанович

Директори шкіл самостійної України:
- 1990—1995 Мисник Ігор Миколайович
- 1995—2002 Петрик Микола Павлович
- 2002—2007 Цимбал Олег Іванович
- 2007 — Кушнір Валентина Анатоліївна

Рада музею і краєзнавці збирають матеріал про цих людей, а також вчителів і випускників школи для поновлення кімнати освіти в музеї.
Постановою Ради Міністрів УРСР від 14.11. 1985 р. № 402 Саварській школі присвоєно ім'я Архипа Михайловича Люльки. Новий двохповерховий корпус школи збудований в 1969 році за сприяння видатного земляка.
З 2004 року при школі відкрито дитячий садок і створено НВК. Історія школи — це історія села. В нашій школі працює 17 вчителів, 2 вихователі дитячого садка, бібліотекар. Навчається 114 учнів та 19 вихованців дитячого садка. Колектив працює над проблемою "Особистісно спрямований розвиток учня. Реалізація в навчально — виховному процесі ідей української національної школи ".

### Сучасний стан культури
В 1961 році побудовано Будинок культури на 300 місць. 19 вересня 1968 року в Саварку прийшов рейсовий автобус. 1969 року побудовано нову школу за сприяння Академіка Архипа Люльки, з 14 листопада 1985 року школа стала носити ім'я видатного земляка. В 1978 році побудували адміністративний будинок, 1985 р. — шістнадцятиквартирний будинок. 1986 року в селі було побудовано селище для переселенців з зони Чорнобильського лиха, в які 1987 року заселилось 140 родин, також було побудовано дитячий садок і торговий центр, які тепер, на жаль, перетворюються в руїни.
Труднощі переходу до ринкової економіки призвели до падіння сільськогосподарського виробництва. У 2002 році в селі утворено агроцентр «Саварський», що має у використанні 1700 га землі, вирощують пшеницю, кукурудзу, ріпак. Тваринництво в повному занепаді. Люди займаються овочівництвом, вирощують і продають картоплю, тримають свиней, корів, молоко здають майже задарма.
При Саварському НВК «ЗОШ І-ІІІ ст.-дитячий садок», діють меморіальний музей Академіка А. М. Люльки та краєзнавчий музей з восьми кімнат в приміщені колишньої вчительської квартири, що побудоване в 1913 р. і де проживав перший директор школи М. П. Кравчук. З ініціативи дирекції школи та учнів — екскурсоводів музею за сприяння спонсорів до 100-річчя Архипа Люльки було встановлено на шкільному подвір'ї пам'ятник, урочисте відкриття та освячення відбулося 25 травня 2007 року (скульптор Анатолій Древецький). А святкування 100-річчя Архипа Люльки відбулося в кінці березня 2008 року. На цих заходах в Саварці побували численні гості з Києва, Харкова, Запоріжжя, Москви: політолог зі США Іван Качановський, радник — посланник Росії пан Лоскутов. Презентовано документальний фільм «Архип Люлька», режисер Олександр Рябокрис.
Поблизу села, на Луках знаходиться орнітологічний заказник «Саварка», де гніздяться сірі чаплі, 250 гнізд. Чудові краєвиди, музеї, Луки, Городища, річка Рось приваблюють дачників та туристів. В селі постійно проживає відомий художник Міщенко Григорій Григорович, який подарував свої роботи для музею та школи, а також створив вдома постійно діючу виставку. (Д) Сюди постійно приїжджає композитор Євген Станкович. Село має перспективу в розвитку зеленого туризму.

### Музеї
При Саварському НВК працює 2 музеї:
- меморіальний музей, присвячений А. М. Люльці
- музей історії с. Саварки, якими керує на добровільних засадах Тетяна Петрівна Петрик — вчителька географії та Київщинознавства, Голова Ради музею історії с. Саварки. 9 травня 2009 року краєзнавчий музей відзначив своє 20–річчя.

## Видатні постаті села

### Архип Михайлович Люлька
Див. основну статтю Архип Михайлович Люлька
Архип Михайлович Люлька — Генеральний конструктор авіаційної техніки, Академік, Герой Соціалістичної праці, Доктор технічних наук і просто прекрасна людина. Він народився 23 березня 1908 року в селі Саварка, в багатодітній селянській сім'ї. Коли Архипові виповнилося сім років, він втратив матір, а в дев'ять років втратив батька. Пішов жити до старшого брата. Навчався в школі добре. Першою вчителькою була Марія Калінічна Іщенко. Вчителем математики і директором школи був М. П. Кравчук, українську мову читав поет Дмитро Загул.
Після закінчення школи поступив у профтехшколу в місті Біла Церква. Через три роки він її закінчив, отримавши фах слюсаря 6 розряду. Потім рік працював у сільраді і готувався до вступу в КПІ. Архип вступив до інституту, витримавши конкурс 25 чол. на місце. Згодом одружився зі своєю землячкою, студенткою сільськогосподарського інституту Процак Галею. Через деякий час в сім'ї народилися сини — Володя та Слава.
Архип Михайлович почав проводити досліди в ХАІ над створенням паро газотурбінних установок. Робота над парогазотурбінною установкою привела його і друзів до думки створення повітряного газотурбінного двигуна. Люльку призначають керівником проекту, це було в березні 1939 р, в 1940р експериментальний РД-1 був спроектований.
І раптом війна, всі креслення і розрахунки були заховані на території Кіровського заводу в Ленінграді. Всі працівники були евакуйовані в Челябінськ. Всі роботи були зупинені. Конструкторське Бюро розробляє двигуни до танків. В 1943 році групу переводять в Москву. Відновилася робота над створенням двигуна М-18. Варіант став носити назву С-18. Державне випробування пройшло успішно.
За створення двигуна ТР-1 Архип був нагороджений орденом Леніна, а пізніше йому було присуджено Державну премію III ступеня.
28 травня 1947 р. був виліт літака СУ-11, з двигунами ТР-1, пілотував його льотчик Шиянов. Швидкістю 900 км/год, як і обіцяв Люлька ще в 1938 році. На літаку СУ-9 з двигуном АЛ-7 встановлено 4 світових рекорди. На гідролітаку М-10 з двигуном АЛ-7 встановлено 12 світових рекордів.
А. М. Люлька був нагороджений багатьма орденами, медалями. Він був лауреатом Державних премій, отримав багато нагород. До кінця життя очолював одне з ведучих КБ авіаційної промисловості.
А. М. Люлька 9 травня 1975 року приїхав на Україну в своє рідне село. Він допоміг з коштами при будівництві нашої школи. В 1982 році побував в музеї присвяченому йому, залишив відгук, зустріч з односельцями була дуже зворушлива.
1 червня 1984р на 76-ому році життя Архип Люлька помер, похований в Москві. Його ім'я носить вулиця в Києві, площа в Москві, наша школа та вулиця в Саварці.

### Михайло Пилипович Кравчук
Михайло Кравчук — один з найвизначніших математиків світу, український вчений світової слави. Світ тільки не знав, що він українець. Микола Сорока в своїх книгах подає зовсім іншу версію про те, як П. М. Кравчук опинився в Саварці, і це було в 1919 році. Це художні твори, а із свідчень покійних Чалого Д. Є. та Іщенко М. К., ми маємо таку версію.
Влітку 1920 р. професор Університету Святого Володимира М. П. Кравчук працював сезонним робітником на хуторі Михайла Животовського. Був косарем, молотником, сіячем. Всередині серпня 1920 р. Животовський відвіз Кравчука і його заробіток своєю підводою в Київ. Повертаючись з Києва, Животовський вимушений був зупинитися в Саварці: треба було дати кобилі перепочинок, що тут ожеребилась. Постало питання: в кого перебути ці кілька днів? Навколо було неспокійно. Животовський згадав Дмитра Чалого, що в 1918 році вчителював в Косяківці. В той час Дмитро Чалий був секретарем земельної комісії, яка розподіляла між безземельними і малоземельними панську землю. Животовський розповів про заробітчанина — професора з Києва. Так Кравчук став читати математику в сільській школі.
Під час вимушеного перебування в Саварці Кравчук домігся відкриття семирічної агротрудшколи та став її першим директором. Тут у сільській школі, Михайло Пилипович помітив обдарованого хлопчика-сироту. Став ним опікуватися. Глибокі знання, які перейняв від свого учителя Архип Люлька дозволили йому після семирічки вступити до Білоцерківської профшколи. Пізніше вже після повернення до Києва професор Кравчук підтримував його, як студента політехнічного інституту, з власних коштів виплачуючи Архипові стипендію. Хто знає, чи виріс би до генерального конструктора перших у світі реактивних двигунів Архип Люлька, якби не допомога Кравчука, його першого директора школи. У московській квартирі авіаконструктора висіли поруч два портрети: Т. Г. Шевченка і М. П. Кравчука.
За два роки роботи в Саварці Кравчуком була проведена грандіозна праця — розбудова освіти в селі. В 1922 р. Михайло Кравчук повертається до Києва, працює в КПІ. В нього постійно живуть його колишні учні.
М. П. Кравчук — видатний математик, що вніс великий вклад в різні галузі математики та у розвиток математичної освіти. Він — автор понад 180 наукових робіт, в тому числі 10 монографій з різних областей математики.
Уже давно існують на сторінках наукових досліджень Кравчука формули, Кравчука осцилятори, Кравчука теореми.

### Левченко Яків Прокопович
— секретар Української Центральної Ради

### Драмарецька Оксана Валеріївна
- українська дипломатка, посол України в Мексиці

## Архівні та літературні джерела
- Болсуновський Карл. « Саварка, савары, Городища, древности и народ», 1913, рукописна брощура, музей історії с. Саварки.
- Від Трипільської культури до сучасності: Путівник — довідник (упорядник: О. В. Трачук) — К. СПД Кравчук В. К., 2003. Стор. 192, 194.
- Історія міст і сіл УРСР. Київська область. Головна ред. УРЕ АН УРСР, К.: 1971, стор. 181.
- Лозко Г. С. Українське народознавство.- К.: Зодіак–ЕКО, 1995 ст. 117—118
- Цимбалюк В. І., Пасічник Ю. І. Колиска українського народу. — К.: О. М. Ешке, 2000. стор. 16, 109

## Літературні додатки
- Легенди мого села. (Упорядник: Петрик Т. П.)
- Петрик Т. П.: Схема археологічних пам'яток с. Саварки.
- Буклет, присвячений 100- річчю А. М. Люльки
- Буклет, присвячений 60-річчю Міщенка Г. Г.
- Копія сторінок рукописної брошури К. Болсуновського.